# 正福院 (台東区)
正福院（しょうふくいん）は、東京都台東区にある真言宗智山派の寺院。

## 歴史
1611年（慶長16年）、望月貞久の開基である。元々は、現在の東京都中央区日本橋浜町に位置していたが、1645年（正保元年）に現在地に移転した。
1718年（享保3年）、開基・望月貞久の子孫は稲荷神からのお告げを霊夢で見たことをきっかけに、伏見稲荷大社より分霊を勧請し、祠を柳の木の下に設けたことから「柳の稲荷」と呼ばれるようになった。

## 交通アクセス
- 稲荷町駅より徒歩5分（経路案内）。
- 田原町駅より徒歩6分（経路案内）。
- 新御徒町駅より徒歩9分（経路案内）。
- 上野駅より徒歩12分（経路案内）。